# Goodwill Games de 1998
Navigation
Édition précédente Édition suivante
Les Goodwill Games de 1998 sont la quatrième édition des Goodwill Games, une compétition multisports internationale créée par Ted Turner, qui s'est tenue à New York, aux États-Unis, du 18 juillet au 2 août 1998. Environ 1 500 athlètes de plus de 60 pays participent à cette compétition qui dure 16 jours. La cérémonie d'ouverture a lieu le 18 juillet 1998 au World Financial Center.
Les États-Unis dominent le tableau des médailles avec 41 médailles d'or et 132 médailles au total. La Russie termine deuxième avec 35 médailles d'or et 94 médailles au total, tandis que Cuba prend la troisième place avec 8 médailles d'or et 17 médailles au total. 
Deux records du monde sont battus lors de ces Jeux, l'un par le relais américain sur le 4 × 400 mètres en athlétisme, et l'autre par la nageuse sud-africaine Penny Heyns sur 50 mètres brasse.

## Sports et sites
Le programme des Goodwill Games de 1998 comporte les sports suivants. 
- Athlétisme (détails) au Mitchel Athletic Complex (en)
- Basket-ball au Madison Square Garden
- Beach-volley à la Patinoire Wollman
- Boxe au Theater du Madison Square Garden
- Cyclisme au Wagner College Stadium (en)
- Football au Mitchel Athletic Complex (en)
- Gymnastique au Nassau Veterans Memorial Coliseum
- Lutte au Theater du Madison Square Garden
- Natation au Nassau County Aquatic Center (en)
- Natation synchronisée au Nassau County Aquatic Center (en)
- Patinage artistique au Nassau Veterans Memorial Coliseum
- Plongeon au Nassau County Aquatic Center (en)
- Triathlon à New York
- Water-polo au Nassau County Aquatic Center (en)

## Nations participantes
Ces nations sont invitées :
- Afrique du Sud
- Algérie
- Allemagne
- Argentine
- Arménie
- Australie
- Bahamas
- Belgique
- Biélorussie
- Brésil
- Bulgarie
- Canada
- Chine
- Colombie
- Corée du Sud
- Costa Rica
- Cuba
- Danemark
- Équateur
- Égypte
- Espagne
- Estonie
- États-Unis
- Éthiopie
- Finlande
- France
- Géorgie
- Grande-Bretagne
- Grèce
- Hongrie
- Iran
- Irlande
- Italie
- Islande
- Jamaïque
- Japon
- Kazakhstan
- Kenya
- Lituanie
- Maroc
- Mexique
- Mongolie
- Mozambique
- Nigeria
- Norvège
- Nouvelle-Zélande
- Ouganda
- Ouzbékistan
- Pays-Bas
- Philippines
- Pologne
- Porto Rico
- Portugal
- République tchèque
- Roumanie
- Russie
- Slovénie
- Suède
- Suisse
- Syrie
- Trinité-et-Tobago
- Turquie
- Ukraine
- Venezuela
- Zambie
- Zimbabwe

## Tableau des médailles
Le tableau des médailles est le suivant :
- Nation organisatrice

| Rang  | Nation                     | Or  | Argent | Bronze | Total |
| ----- | -------------------------- | --- | ------ | ------ | ----- |
| 1     | États-Unis                 | 41  | 49     | 52     | 132   |
| 2     | Russie                     | 35  | 29     | 30     | 94    |
| 3     | Cuba                       | 8   | 5      | 4      | 17    |
| 4     | Chine                      | 7   | 7      | 6      | 20    |
| 5     | Kenya                      | 5   | 4      | 4      | 13    |
| 6     | Allemagne                  | 3   | 3      | 10     | 16    |
| 7     | Australie                  | 2   | 6      | 2      | 10    |
| 8     | Biélorussie                | 2   | 5      | 2      | 9     |
| 9     | Jamaïque                   | 2   | 2      | 5      | 9     |
| 10    | Iran                       | 2   | 1      | 1      | 4     |
| 11    | Brésil                     | 2   | 0      | 1      | 3     |
| 11    | Kazakhstan                 | 2   | 0      | 1      | 3     |
| 13    | Grande-Bretagne            | 2   | 0      | 0      | 2     |
| 14    | Ukraine                    | 1   | 6      | 3      | 10    |
| 15    | Roumanie                   | 1   | 3      | 5      | 9     |
| 16    | Trinité-et-Tobago          | 1   | 1      | 0      | 2     |
| 17    | Italie                     | 1   | 0      | 1      | 2     |
| 17    | République tchèque         | 1   | 0      | 1      | 2     |
| 17    | Ouzbékistan                | 1   | 0      | 1      | 2     |
| 20    | Algérie                    | 1   | 0      | 0      | 1     |
| 20    | Mozambique                 | 1   | 0      | 0      | 1     |
| 20    | Nigeria                    | 1   | 0      | 0      | 1     |
| 23    | Bulgarie                   | 0   | 2      | 2      | 4     |
| 24    | France                     | 0   | 2      | 1      | 3     |
| 25    | Mexique                    | 0   | 2      | 0      | 2     |
| 26    | Turquie                    | 0   | 1      | 5      | 6     |
| 27    | Maroc                      | 0   | 1      | 1      | 2     |
| 27    | Pologne                    | 0   | 1      | 1      | 2     |
| 29    | Bahamas                    | 0   | 1      | 0      | 1     |
| 29    | Canada                     | 0   | 1      | 0      | 1     |
| 29    | Espagne                    | 0   | 1      | 0      | 1     |
| -     | World All-Stars (natation) | 0   | 1      | 0      | 1     |
| 32    | Japon                      | 0   | 0      | 2      | 2     |
| 33    | Arménie                    | 0   | 0      | 1      | 1     |
| 33    | Argentine                  | 0   | 0      | 1      | 1     |
| 33    | Équateur                   | 0   | 0      | 1      | 1     |
| 33    | Grèce                      | 0   | 0      | 1      | 1     |
| 33    | Hongrie                    | 0   | 0      | 1      | 1     |
| 33    | Islande                    | 0   | 0      | 1      | 1     |
| 33    | Lituanie                   | 0   | 0      | 1      | 1     |
| 33    | Norvège                    | 0   | 0      | 1      | 1     |
| Total | Total                      | 122 | 133    | 149    | 394   |